# Вільям Гіллеспі
Вільям Гіллеспі (англ. William Gillespie; 24 січня 1894, Абердин — 23 червня 1938, Лос-Анджелес, Каліфорнія) — шотландський актор.

## Біографія
Вільям Гіллеспі народився в Шотландії. У 1915 році знявся у своєму першому голлівудському фільмі The Runt у віці 21 року. Свою кар'єру він розпочав як актор другого плану 1917 року у трьох фільмах Чарлі Чапліна («Лікування», «Тиха вулиця», «Іммігрант»). З 1917 року працював другорядним актором у різноманітних фільмах для Hal Roach Studios, часто граючи чиновників, бізнесменів, лікарів або продавців, які часто виглядали значно старшими за свій справжній вік. Його можна було побачити як актора другого плану для різних коміків, таких як Стен Лорел, Снуб Поллард або Чарлі Чейз. Однак його найвидатніша співпраця була із зірковим коміком Гарольдом Ллойдом, якого він підтримував як актор другого плану в 60 фільмах. Гіллеспі також знявся у майже 30 короткометражних фільмах разом із «Маленькими негідниками». У кінці своєї кар'єри він також знявся в шести фільмах з Лорел і Гарді. Загалом Гіллеспі знявся майже в 180 фільмах, більшість з яких короткометражні, а їхнім продюсером став Гел Роуч.
Він залишив акторську кар'єру в 1933 році після появи в «Синах пустелі», але повернувся на екран для невеликої ролі водія у фільмі 1939 року «Пригоди Джейн Арден». Проте ще до виходу фільму Гіллеспі помер від хронічного туберкульозу у віці лише 44 років. Про його особисте життя відомо, що він був одружений.

## Фільмографія
- 1917 — Лікування / The Cure
- 1917 — Тиха вулиця / Easy Street
- 1917 — Іммігрант / The Immigrant
- 1917 — Соромливий / Bashful
- 1917 — / The Big Idea
- 1918 — Візьміть можливість / Take a Chance
- 1918 — Виглядайте приємним, будь ласка / Look Pleasant, Please
- 1918 — Сюди приходять дівчата / Here Come the Girls
- 1918 — / Swing Your Partners
- 1919 — Натикаючись на Бродвей / Bumping into Broadway
- 1920 — На дикому заході / An Eastern Westerner (1920) (не позначений у титрах)
- 1920 — / High and Dizzy (1920) (не позначений у тітрах)
- 1920 — Вийдіть і доберіться / Get Out and Get Under (не позначений у титрах)
- 1920 — Номер, будь ласка / Number, Please? (не позначений у титрах)
- 1921 — Вищий світ / Among Those Present
- 1921 — Зараз або ніколи / Now or Never
- 1922 — / One Terrible Day
- 1922 — / Young Sherlocks
- 1922 — Лікар Джек / Doctor Jack
- 1922 — / Saturday Morning
- 1922 — / A Quiet Street
- 1923 — Безпека в останню чергу! / Safety Last!
- 1923 — / Under Two Jags
- 1923 — Навіщо турбуватися? / Why Worry? (1923) (не позначений у титрах)
- 1923 — / A Pleasant Journey
- 1923 — / Giants vs. Yanks
- 1923 — / Back Stage
- 1923 — / Her Dangerous Path
- 1923 — / Stage Fright
- 1923 — / Scorching Sands
- 1924 — / Big Business
- 1924 — / Near Dublin
- 1924 — / The Mysterious Mystery!
- 1925 — / The Big Town
- 1925 — / Dog Days
- 1925 — / The Love Bug
- 1925 — / Better Movies
- 1926 — / The Valley of Bravery
- 1926 — Йде посміхаючись / Exit Smiling
- 1928 — / Playin' Hookey
- 1928 — / Barnum & Ringling, Inc.
- 1929 — / Wrong Again
- 1929 — / Double Whoopee
- 1930 — / Pups Is Pups
- 1931 — / Helping Grandma
- 1932 — Музична скринька / The Music Box — продавець піаніно (не позначений у титрах)
- 1933 — / Sons of the Desert